# Pseudosubria
Pseudosubria is een geslacht van rechtvleugeligen uit de familie sabelsprinkhanen (Tettigoniidae). De wetenschappelijke naam van dit geslacht is voor het eerst geldig gepubliceerd in 1926 door Karny.

## Soorten
Het geslacht Pseudosubria omvat de volgende soorten:
- Pseudosubria bispinosa Ingrisch, 1998
- Pseudosubria decipiens Karny, 1926
- Pseudosubria falcata Ingrisch, 1998
- Pseudosubria hastata Ingrisch & Shishodia, 1997
- Pseudosubria transversa Ingrisch, 1998
- Pseudosubria triangula Ingrisch, 1998